# 1461
- Wikisource

| Calendário gregoriano                                                        | 1461 MCDLXI                                            |
| Ab urbe condita                                                              | 2214                                                   |
| Calendário arménio                                                           | 910 – 911                                              |
| Calendário bahá'í                                                            | -383 – -382                                            |
| Calendário budista                                                           | 2005                                                   |
| Calendário chinês                                                            | 4157 – 4158 Início a 11 de fevereiro (aproximadamente) |
| Calendário copta                                                             | 1177 – 1178                                            |
| Calendário etíope                                                            | 1453 – 1454                                            |
| Calendários hindus - Vikram Samvat - Calendário nacional indiano - Cáli Iuga | 1516 – 1517 1382 – 1383 4561 – 4562                    |
| Calendário Holoceno                                                          | 11461                                                  |
| Calendário islâmico                                                          | 865 – 866                                              |
| Calendário judaico                                                           | 5221 – 5222                                            |
| Calendário persa                                                             | 839 – 840                                              |
| Calendário rúnico                                                            | 1711                                                   |
| Calendário solar tailandês                                                   | 2004                                                   |

1461 (MCDLXI, na numeração romana) foi um ano comum do século XV do Calendário Juliano, da Era de Cristo, e a sua letra dominical foi D (53 semanas), teve início a uma quinta-feira e terminou também a uma quinta-feira.
| Ano completo                        |
| ----------------------------------- |
| Ano comum com início à quinta-feira |

## Janeiro
- 22 de Janeiro - Matthias von Rammung[1] Bispo de Speyer é nomeado chanceler por Francisco I Duque do Palatinato (1417-1480).

## Fevereiro
- 02 de Fevereiro - Batalha de Mortimer's Cross perto de Wigmore, Herefordshire (entre as localidades de Leominster e Leintwardine, às margens do rio Lugg), não muito distante das fronteiras do País de Gales.  Foi a maior batalha das Guerras das Rosas.  As forças de confronto eram comandadas por um exercito comandado por nobres leais à Henrique VI da Casa dos Lancasters, a rainha Margareth de Anjou e seu filho de sete anos, Eduardo, Príncipe de Gales, contra o exército de Eduardo, Conde da Marca.
- 22 de Fevereiro – Guerra das Rosas – Segunda Batalha de St. Albans: Margarida de Anjou derrota Warwick e recupera a guarda de Henrique VI
- 25 de Fevereiro - Carlos, Príncipe de Viana, é libertado da prisão, onde estava, por ordem de seu pai, desde 02 de Dezembro de 1460.

## Março
- 04 de Março - Deposição de Henrique VI como rei da Inglaterra, cujo posto ocupava desde 31 de Agosto de 1422.
- 04 de Março - O duque de York cerca Londres e se proclama rei da Inglaterra.
- 07 de Março - Madalena da França se casa com Gastão de Foix
- 27 de Março - Batalha de Ferrybridge, No final de março os primeiros destacamentos do exército de York ocupam o vilarejo de Ferrybridge, onde existe uma ponte sobre o rio Aire. As forças dos Lencastre destruíram-na para impedir que os Iorquistas a atravessassem. Estes últimos construiram então uma ponte temporária. Em 27 de março um grupo de cerca de 500 cavaleiros defensores dos Lencastres, liderados por Lord Clifford, surpreende-os e coloca-os em fuga.
- 28 de Março - Batalha de Dintingdale: Lord Fauconberg derrota 9.º Lord Clifford, que por alguma razão havia removido o seu protetor de garganta; então, foi atravessado pela seta de um Yorkista em sua garganta desprotegida. Um outro preeminente Lancastriano também foi morto, John Neville (1410-1461), irmão de Ralph Neville, 2.º Conde de Westmorland (1406-1484).
- 29 de Março – Guerra das Rosas – Batalha de Towton: Eduardo de York derrota os Lencastres de forma estrondosa e torna-se Rei de Inglaterra; Margarida de Anjou foge de Inglaterra e Henrique VI é preso na Torre de Londres

## Junho
- 28 de Junho - Coroação de Eduardo IV, rei da Inglaterra.

## Julho
- 10 de Julho - Estêvão Tomašević assume o governo da Bósnia até junho de 1463.
- 21 de Julho - Fim do reinado de Carlos VII da França, chamado de O Vitorioso
- 22 de Julho - Início do reinado de Luís XI, rei da França, denominado O Prudente.

## Agosto
- 10 de Agosto - Alfonso de Espina[2] convoca o capítulo da Ordem de São Jerônimo para introdução da Inquisição na Espanha, em benefício da Igreja e do Estado, tendo a imediata simpatia do rei Henrique IV de Castela.
- 15 de Agosto - Queda do Império de Trebizonda, que desde 1200 estava sob o pretetorado veneziano.  A Catedral de Hagia Sophia posteriormente seria transformada numa mesquita.

## Outubro
- 08 de Outubro - Isidoro de Kiev é nomeado Decano do Sagrado Colégio dos Cardeais.
- 11 de Outubro - João II d'Alençon é reabilitado por Luís XI por meio de cartas patentes,com a finalidade de retomar a posse de suas terras.  Porém, diante de sua recusa em retomá-las, é preso novamente.  É julgado pela segunda vez diante do Parlamento de Paris e sentenciado à morte em 18 de Julho de 1474, tendo-se confiscado o seu ducado.  A sentença, no entanto, não foi executada, vindo ele a morrer na prisão do Louvre em 1476.

## Novembro
- 26 de Novembro - violento terremoto devasta L'Áquila.

## Dezembro
- 18 de Dezembro - Bartolomeo Roverella, é nomeado cardeal pelo Papa Pio II.
- 18 de Dezembro - Louis d'Albret, Bispo de Cahors, é criado cardeal durante o consistório.
- Diogo Gomes e Antonio da Noli descobrem mais ilhas de Cabo Verde.
- Diogo Afonso descobre as ilhas ocidentais do arquipélago de Cabo Verde.
- Por determinação de D. Fernando, chega à ilha Terceira Álvaro Martins Homem, fundador de Angra.
- Fundação da Ermida de São Salvador a mando de Álvaro Martins Homem, fundador da vila da Angra. Essa ermida esteve na origem da Sé Catedral de Angra do Heroísmo.

## Nascimentos
- 06 de Fevereiro - Džore Držić, dramaturgo e poeta croata (m. 1501)
- 19 de Fevereiro - Domenico Grimani , bispo, cardeal e patriarca de Aquileia (m. 1523)
- 3 de Abril - Anne de Beaujeu, princesa e regente de França (m. 1522)
- 25 de Maio - Cenóbio Acciaiuoli, bibliotecário, tradutor e dominicano italiano (m. 1519)
- 24 de Julho - Hans II. Imhof[3] patrício e diplomata alemão (m. 1522)
- 05 de Agosto - Alexandre da Polônia, Grão-duque da Lituânia e filho de Casimiro IV da Polônia (m. 1506)
- 15 de Setembro - Jacopo Salviati político e embaixador italiano, foi casado com a prestigiosa Lucrezia de' Medici (1470–1553), filha de Lourenço, O magnífico  (m. 1533)
- 01 de Outubro - Amália de Brandemburgo[4] filha do eleitor Alberto Aquiles de Brandenburgo (m. 1481)
- 16 de Outubro - Roberto II do Palatinado-Simmern Bispo de Ratisbona (m. 1507)
- 16 de Dezembro - Francisco de Nápoles Duque de Sant'Angelo e filho de Fernando I de Nápoles (m. 1486)
- 22 de Dezembro - Regina von Sayn princesa de Prússia, filha de Gerhard II von Sayn[5] (1417-1493) (m. 1495)
- 25 de Dezembro - Cristina da Saxônia, rainha da Dinamarca, Noruega e Suécia (m. 1521)
- 28 de Dezembro - Beata Luísa de Sabóia[6] filha de Amadeu IX de Saboia (m. 1503)

### Datas incompletas
- Pedro de Lerma[7], teólogo espanhol e primeiro chanceler da Universidade Complutense de Madrid (m. 1541)
- Alessandro Alessandri, humanista e jurista italiano (m. 1523)
- Bartolomeu Colombo[8], navegador genovês e irmão de Cristóvão Colombo (m. 1515)
- Bernard Strigel pintor histórico e retratista alemão (m. 1528)
- Bohuslav Hasištejnský z Lobkovic[9] humanista, literato e filósofo polonês (m. 1510)
- Johannes Weinmann[10] médico alemão (m. 1531)
- Nicolaas Everaerts[11] jurista holandês (m. 1532)
- Ulrich Zasius, jurista e humanista alemão (m. 1536)
- Veit Hirschvogel, O Velho[12] vidreiro alemão (m. 1525)
- Wilhelm Kopp médico particular do rei Francisco I da França (m. 1532)

## Mortes
- 17 de Janeiro - Kaspar Ayndorffer[13] beneditino e Abade de Tegernsee, sul da Alemanha (n. 1401)
- 31 de Janeiro - Tilmann Joel[14] chanceler alemão (n. 1395)
- 02 de Fevereiro - Owen Tudor, decapitado depois da batalha de Mortimer’s Cross.
- 17 de Fevereiro - John Grey, 2º Barão Ferrers of Groby, filho de Edward Grey (c. 1415–1457), morto durante a Segunda Batalha de Saint Albans (n. 1432)
- 28 de Março - João Clifford, 9.º barão de Clifford, morto durante a Batalha de Ferrybridge (n. 1435)
- 28 de Março - John Radcliffe[15] Barão FitzWalter, morto em combate durante a batalha de Ferrybrige (n. 1430)
- 29 de Março - Henrique Percy, 3.º conde de Northumberland, (n. 1421)
- 08 de Abril - Georgius Purbachius, matemático, astrônomo e humanista alemão (n. 1423)
- 01 de Maio - James Butler, 5.º Conde de Ormond (n. 1420)
- 15 de Maio - Domenico Veneziano, pintor italiano (n. 1410)
- 05 de Junho - Stephan Krumenauer[16] arquiteto alemão, responsável pelo acabamento das obras na Igreja de São Francisco, em Salzburgo[17] (n. c1400)
- 05 de Julho - Otto I, Conde Palatino de Mosbach[18] (n. 1390)
- 22 de Julho - Carlos VII, rei da França (n. 1401)
- 17 de Agosto - Jacobus Millius, Jacques de Milly, Grão-mestre da Ordem dos Cavaleiros Hospitalários.
- 23 de Setembro - Carlos, Príncipe de Viana (n. 1421)
- 21 de Setembro - Sofia de Halshany princesa da Lituânia, quarta e última esposa de Jogaila (n. 1405)
- 07 de Outubro - Jean Poton de Xaintrailles, marechal da França (n. 1390)
- 08 de Outubro - Giorgio Fieschi, arcebispo de Gênova
- 03 de Novembro - Sigismund I. von Volkersdorf arcebispo de Salzburgo (n. 1395)
- 04 de Novembro - Giorgio di Saluzzo[19] bispo de Lausana (n. 1414)
- 06 de Novembro - John Mowbray, 3.º Conde de Nottingham[20] (n. 1415)
- 13 de Novembro - Carlo da Forlì Carlo Nardini , arcebispo de Milão
- 15 de Novembro - Johann Lüneburg burgomestre de Lübeck (n. 1394)
- 15 de Dezembro - Afonso de Portugal, Duque de Bragança (n. 1377)
- 26 de Dezembro - Giuliano Ricci, arcebispo de Pisa e sucessor de seu tio Pietro Ricci.  Foi também comandante do exército do Papa Eugênio IV (n. 1395)

### Datas Incompletas
- Erhard Schürstab, O Jovem[21] burgomestre de Nuremberg (n. 1390)
- Felix Hemmerlin, humanista, heráldico e canonista suíço (n. 1388)
- Galeazzo Malatesta Senhor de Pésaro e condottiero italiano (n. 1385)
- Hans Acker, pintor de vitrais e aquafortista alemão (n. 1380)
- Jaime Baço, pintor espanhol (n. 1413)
- Martin le Franc poeta renascentista francês (n. 1410)
- Orlando Bonarli arcebispo de Florença